# There Goes the Bride (film 1918)
There Goes the Bride è un cortometraggio muto del 1918 diretto da Roy Clements.

## Produzione
Il film fu prodotto dall'Universal Film Manufacturing Company (con il nome Star Comedies)

## Distribuzione
Distribuito dall'Universal Film Manufacturing Company, il film - un cortometraggio di una bobina - uscì nelle sale cinematografiche USA il 3 giugno 1918.